# John McComb Jr.

El Ayuntamiento de Nueva York, proyectado en 1803 por John McComb Jr.

John McComb Jr. (1763 - 1853) fue un arquitecto estadounidense conocido por trazar importantes edificios a fines del siglo XVIII y comienzos del siglo XIX. Entre 1790 y 1825 fue el arquitecto más destacado en Nueva York, ciudad en la que nació y murió. De orígenes escoceses, en 1783, comenzó a trabajar con su padre homónimo, arquitecto y perito, y en 1790 comenzó a trabajar por su cuenta. Estilísticamente, McComb siguió el dominante gusto de los primeros años de andadura de Estados Unidos, mezcla de barroco tardío y neoclasicismo, que se conoce como estilo federal.